# Eva Zettervall
Eva Louise Zettervall, född Holm 19 december 1941 i Boden, är en svensk målare och grafiker, utbildad på Arbetarnas bildningsförbunds konstskola i Stockholm 1971–1973 och vid Kungliga Konsthögskolan i Stockholm 1973–1979. Hon hade sin första separatutställning på Galleri Blanche i Stockholm 1980.
Eva Zettervall är ledamot av Konstakademien sedan 2006. Hon fick Anna Nordlander-priset 2005:
| ”                                        | Eva Zettervall har under en mängd år visat sin betydande roll i svenskt konstliv genom att med kraft, mod och glimtar av humor gestalta viktiga köns politiska frågor i sin konst. Eva Zettervall ifrågasätter dagsaktuella ämnen med anknytning till makt och kön när hon tar upp motiv som rör parrelationer, sexualitet, könsroller och handlingsutrymme. | „ |
| – Juryn för Anna Nordlander-priset, 2005 | |   |

## Offentliga verk i urval
- Ridå till Rydaholms Folkets hus, 1983
- Ridå till Mora Folkets hus, 1998

- Zettervall är representerad vid bland annat Moderna museet[2] i Stockholm och Kalmar konstmuseum[3].